# Ecler Loywapet
Ecler Loywapet (* 1985) ist eine kenianische Marathonläuferin.
Im Jahr 2009 stellte sie bei ihren Siegen beim Kassel-Marathon und beim Münster-Marathon mit 2:37:36 h und 2:37:06 h jeweils einen Streckenrekord auf.
2010 wiederholte sie ihren Sieg beim E.ON Mitte Kassel Marathon.